# 키타 이쿠요
키타 이쿠요(일본어: 喜多 郁代)는 일본의 만화 및 애니메이션 시리즈인 봇치 더 록!의 등장 인물이다.
밝고 인망이 있는 성격으로, 결속 밴드에서 기타 보컬을 담당하고 있다. 사람들과 어울리는 것을 좋아하고, 처음 만난 사람에게도 스스럼없이 미소를 지으며 말을 거는 인싸(陽キャ)이다. 료를 동경하고 있으며, 그 감정이 지나칠 때도 있다. 이소스타에게 사진을 자주 올린다.

## 이름
자신의 이름을 싫어하며, 반드시 성으로 불리길 원한다. 이름 '키타 이쿠요(喜多 郁代)'는 来た(왔어) 行くよ(가자)와과 발음이 비슷하다.

## 모습
키타는 길게 자란 앞머리, 빨간 머리와 노란 눈을 지니고 있다.
교복으로는 긴 소매의 화이트 초콜릿 색 세일러복을 입으며, 옆쪽에 달린 여섯 개의 노란 단추와 붉은 리본이 특징이다. 짧은 회색 주름치마를 착용하고, 흰 양말과 자주색 구두를 신는다.

## 성격과 개성
키타는 활발하고 사교적인 성격을 가진 파티피플로, 스스로도 "사람들과 어울리는 걸 좋아한다"고 말할 정도로 친구가 많고 SNS도 적극적으로 활용한다.
운동 신경이 좋고 학업에도 큰 문제는 없지만, 료와 비교했을 때 자신이 특별한 재능이 없는 평범한 사람이라 여기기도 한다.
평범하지만 나름대로 즐거운 일상을 보내던 중, 거리 공연에서 료가 노상 공연을 하는 것을 보며 "특별한 길을 걷는 게 부럽다"고 생각하게 된다.
결속밴드의 초창기 멤버로 합류하기 위해 기타리스트로 지원했지만, 사실 기타를 전혀 칠 줄 몰랐다. 결국 첫 공연을 앞두고 도망쳐버린다. 이후 료와 다시 만나 솔직한 마음을 털어놓으며 스스로를 받아들이게 되었고, 히토리의 설득 끝에 결속밴드에 다시 합류한다.
연주 경험이 거의 없고 기술적으로 미숙하지만, 학교 축제 공연을 앞두고 히토리의 지도 아래 연습을 거듭한 결과, 눈에 띄게 성장했다. 공연 중 히토리가 기재 문제로 어려움을 겪었을 때, 즉흥 연주로 시간을 끌며 무대를 이어가는 모습을 보여주었다.
처음에는 히토리를 '고토씨'라고 불렀지만, 학교 축제 콘서트에서는 '히토리짱'이라는 호칭을 사용한다.
키타는 매우 낙천적이며 가끔 덜렁대는 면도 있지만, 결코 생각 없이 행동하는 사람은 아니다. 오히려 주변 상황을 잘 파악하고 감정적으로도 뛰어난 공감 능력을 지니고 있다. 진심으로 친절하고 이타적인 성격이라, 항상 최선의 방법으로 타인을 돕고자 한다. 특히 니지카와 함께 히토리가 극심한 사회불안을 극복할 수 있도록 적극적으로 도와주려 한다.

## 작중 행적

### 1권
키타는 어릴 때부터 붙임성이 좋아 친구가 많았다. 거리 공연에서 료를 보고 동경하게 되었으며, 가까워지고 싶다는 마음에 니지카가료와 함께 결성한 새로운 밴드에 가입하기로 결심한다. 그러나 기타를 전혀 다룰 줄 몰랐도, 결국 공연 직전 결속밴드를 갑자기 탈주해버린다.
키타는 봇치에게 다시 영입되었다. 봇치는 ‘키타가 다른 밴드에 있다가 그만뒀다’는 이야기를 듣게 된다. 하지만 봇치의 불안감 탓에 상황이 뒤집혀 오히려 키타가 봇치를 쫓아가고, 키타는 풀이 죽어 있는 채 계단 아래 공간에서 기타를 치고 있는 봇치를 발견하게 된다.
이후 봇치는 키타에게 밴드에 들어와달라고 부탁하지만, 키타는 과거 도망쳤던 전적 때문에 거절하면서 대신 기타를 가르쳐 달라고 부탁한다. 보치는 스타리에서의 일 때문에 잠시 망설였지만, 키타는 어떻게든 따라가겠다는 의지를 보인다.
그러나 이후 봇치가 시모키타자와에서 일하고 있다는 사실을 알게 되면서, 키타는 불안해진다. 봇치가 향하는 곳이 예전에 자신이 있던 밴드와 비슷하다는 느낌이 들었고, 결국 더 이상 따라가기를 거부한다. 설상가상으로 도망치려던 순간, 니지카를 만나 발이 묶이면서 상황은 더욱 난처해진다. 결국 키타는 자신이 잘못했음을 인정하며, 거짓말을 하고 아무 말 없이 떠났던 것에 대해 솔직하게 사과한다.
키타는 나중에 STARRY에서 음료를 서빙하는 일에 참여하고, 세이카가 그동안 보관해 두었던 메이드 복장을 입게 된다. 처음에 니지카는 봇치에게 인수인계를 부탁했지만, 막상 키타가 봇치보다 잘 도와준다.
일하는 도중, 키타는 결속밴드에 합류한 진짜 이유를 고백한다. 바로 “료에게 깊은 동경심을 느껴서”였다. 그 후 키타는 일을 마친 뒤 결속밴드에 다시 합류한다. 얼마 지나지 않아, 밴드의 다른 멤버들은 키타가 기타를 못 치게 된 진짜 이유를 알게 된다. 바로 용돈을 2년치 가불해 구입 후 연습하려던 "기타"가 사실 6현 베이스였다는 것이다. 이에 키타는 당황해하나, 다행히도 료가 그 베이스를 매입해주고 키타에게 자신의 기타를 무기한으로 빌려주기로 한다.
키타와 봇치는 이후 정기적으로 기타 연습을 하고, 아티스트 사진 촬영 중에 키타가 이소스타 계정을 가지고 활동 중이라는 사실을 공개한다. 스타리의 점장인 세이카가 결속밴드에게 오디션을 진행했을 때, 밴드는 무리 없이 합격한다. 그 후 키타는 니지카와 함께 봇치의 집을 방문해, 밴드의 티셔츠 디자인에 대해 이야기하고, 동생 후타리와 강아지 지미헨을 만나며 놀기도 한다.

## 여담
- 키타 이쿠요라는 이름은 일본의 밴드 아지캉의 키타 켄스케에서 유래되었다.
  - 키타 이쿠요의 이름 자체는 키타 켄스케에서 따왔지만 밴드에서의 역할은 같은 밴드의 기타리스트인 고토 마사후미와 더 관련있다.
  - 생일인 4월 21일(4/21)은 마사후미의 생일인 1월 24일(1/24)의 역순이다.

- 원작에서 5화가 될 때까지 주요 인물로 등장하지 않았다. 그러나 애니메이션에서는 1기 1화부터 바로 등장한다.
- 1기 4화 점핑 걸즈에서 이소스타 아이디가 @kita0421로 밝혀진다.